# Loco Con Da Frenchy Talkin'
Albums de Shaka Ponk
Bad Porn Movie Trax
(25 mai 2009)
Singles
1. Hell'O
Sortie : 15 juin 2006
2. Fonk Me
Sortie : 1er octobre 2006
3. Dot.Coma
Sortie : 10 octobre 2006

Loco Con Da Frenchy Talkin est le premier album du groupe de rock électronique Shaka Ponk, sorti en 2006. Deux titres exclusifs apparaissent uniquement dans la version française (18 titres) de l'album qui se nomment Samples De Nada et Fonked.
Une version remaniée intitulée Loco Con Da Frenchy Talkin (Recycled Version 2009) est sortie en 2009. Les différences entre les deux albums sont le nombre de morceaux, 16 sur celui de 2006 et 14 sur celui de 2009. Par ailleurs, l'ordre et la durée des pistes ont évolué. La plus populaire aujourd'hui est la version de 2009 car c'est celle qui est disponible sur des plateformes comme Spotify ou Deezer.

## Principales différences des deux versions
La première différence que l'on peut apercevoir est le changement d'ordre et de durée. Cependant, certains des titres ont été remaniés :
- La partie finale de "Eh là Mala LAMA LAïco" est légèrement alongée.
- On trouve de la batterie sur la fin de "Disto Cake" dans la nouvelle version, la première finissait simplement avec du synthétiseur et de la guitare.
- "Hell'O" est complètement ré-enregistrée : La partie lente avec la même voix que sur l'intro de "DA TEEN TOwn" et le troisième refrain ont été supprimé, certaines parties de voix ont été refaites, la guitare sur le refrain a été modifiée et il faut noter qu'à présent les deux refrains sont quasiment identiques, comparé à la différence de la première version, et enfin la ligne de basse a été entièrement refaite pour être entendue tout le long de la chanson. L'into et l'outro ont également été raccourcies.
- L'intro de "Fonk ME" a été raccourcie, et des cœurs ont été ajoutés sur certaines parties.
- "Dot.Coma" a également été entièrement remasterisée, au même titre que Hell'O : certaines parties ont été supprimées et la guitare de l'intro fut remainée.
- "My Boom Is Bumpin" s'est égalment vue supprimer sa partie en espagnol, ce qui la réduisit du tiers.

Les autres titres sont les mêmes dans les deux versions.

## Liste des titres

### Loco Con Da Frenchy Talkin
| No  | Titre                 | Durée |
| --- | --------------------- | ----- |
| 1.  | Eh là Mala Lama Laïco | 4:36  |
| 2.  | Tekno Kills           | 3:43  |
| 3.  | ù+9=%                 | 0:09  |
| 4.  | Disto Cake            | 3:21  |
| 5.  | Body Cult             | 4:05  |
| 6.  | My Boom is Bumpin'    | 3:51  |
| 7.  | Watch'ha              | 4:19  |
| 8.  | Dot.Coma              | 3:54  |
| 9.  | Da Teen Town          | 5:59  |
| 10. | Hell'O                | 3:50  |
| 11. | Spit Low              | 4:12  |
| 12. | 1+*£                  | 0:22  |
| 13. | Fonk Me               | 3:08  |
| 14. | Popa Buya Boosta Can  | 4:01  |
| 15. | Spit                  | 4:20  |
| 16. | Sonic                 | 7:38  |

| 1.  | Eh la Mala LAMA LAico   | 4:36 |
| 2.  | Tekno Kills             | 3:43 |
| 3.  | ù+9=%                   | 0:08 |
| 4.  | Disto Cake              | 3:20 |
| 5.  | Body Cult               | 4:05 |
| 6.  | My Boom Is Bumping      | 3:51 |
| 7.  | Wath 'ha                | 4:18 |
| 8.  | Samples De Nada         | 0:51 |
| 9.  | Dot.Coma                | 3:53 |
| 10. | DA TEEN TOwn            | 5:58 |
| 11. | Hell'O                  | 3:49 |
| 12. | Spit - Low              | 4:11 |
| 13. | 1+x£                    | 0:22 |
| 14. | Fonk ME                 | 3:07 |
| 15. | Fonked                  | 0:52 |
| 16. | a -Popa Buya Boosta-can | 4:00 |
| 17. | Spit                    | 4:20 |
| 18. | SONIC                   | 7:38 |

#### Loco Con Da Frenchy Talkin' (Recycled Version 2009)
| 1.    | Disto Cake               | 3:19 |
| 2.    | Eh là Mala Lama Laïco    | 4:44 |
| 3.    | Hell'O                   | 2:50 |
| 4.    | Body Cult                | 4:03 |
| 5.    | Tekno Kills              | 3:44 |
| 6.    | Fonk Me                  | 2:59 |
| 7.    | Watch'ha                 | 4:17 |
| 8.    | Dot.Coma                 | 3:28 |
| 9.    | My Boom Is Bumping       | 2:59 |
| 10.   | Da Teen Town             | 5:57 |
| 11.   | Spit Low                 | 4:07 |
| 12.   | A "Popa Buya Boosta" Can | 4:05 |
| 13.   | Spit                     | 4:16 |
| 14.   | Sonic                    | 7:37 |
| 58:31 |                          |      |

## Interprètes
- Frah : voix
- C.C : guitare
- Bobee O.D : batterie
- Thias : basse
- Goz : mascotte (singe « virtuel »)